# Sick, Sick, Sick
Sick, Sick, Sick – piosenka i pierwszy singel z piątego albumu studyjnego amerykańskiego zespołu rockowego Queens of the Stone Age zatytułowanego Era Vulgaris. Został wydany 8 maja w formie digital download na serwisie iTunes, tylko w Stanach Zjednoczonych. W piosence gościnnie pojawił się Julian Casablancas z The Strokes, który wykonał chórki i zagrał na syntezatorze gitarowym.
Piosenka jest dostępna do ściągnięcia w grze Rock Band wraz z piosenkami Little Sister i 3's & 7's. Utwór pojawił się na ścieżce dźwiękowej do gry komputerowej MotorStorm: Pacific Rift oraz w grze Guitar Hero: Van Halen.

## Lista piosenek
1. "Sick, Sick, Sick" (Homme, Van Leeuwen, Castillo, Chris Goss) - 3:35
2. "I'm Designer" (Primal Scream Remix) (Homme, Van Leeuwen, Castillo) - 3:46
3. "Goin' Out West" (Waits, Brennan) - 3:27
4. "Christian Brothers" (Smith) - 4:23

## Teledysk
Klip został wyreżyserowany przez Bretta Simona 25 kwietnia 2007 roku w Los Angeles.
Teledysk rozpoczyna się ujęciem przygotowywanego jedzenia oraz przyprawianych ludzkich palców. Później elegancka kobieta siedzi przy dużym stole wypełnionym jedzeniem, jedząc i oglądając występ zespołu. Okazuje się, że każdy z muzyków jest przywiązany do ściany łańcuchem poprzez kostkę u nogi. Kobieta używa dzwonka, po czym wkraczają zamaskowani kucharze, którzy porywają niektórych członków zespołu po to, aby móc ich przyrządzić dla niej. Jest to symbolizowane ujęciami, w których zespół gra w czerwonym, przypominającym mikrofalówkę pomieszczeniu. Reszta grupy wykonuje piosenkę, podczas gdy kobieta konsumuje palce oraz różne części ciała. Z czasem jej apetyt staje się coraz większy. Pod koniec utworu Josh Homme jako jedyny zostaje w pomieszczeniu. Kobieta zbliża się do niego, czołgając się po stole i jedząc wszystko, nabierając sobie jedzenia do ust obiema rękami. Kiedy jest już blisko niego, nawołuje kucharzy dzwonkiem, aby również go ugotować. Wokalista dołącza do reszty zespołu grającego w czerwonym pomieszczeniu.
Liam Lynch wyreżyserował drugi teledysk do piosenki. Był to oficjalny klip na rynku niemieckim. Ukazał się 30 maja i pojawiają się w nim Lynch, Josh Homme i Wendy Rae Fowler. Reżyser sfinansował jego realizację. Teledysk został nakręcony w domu Lyncha z użyciem blue boxa. Później dodano do niego animację podobną do tej z teledysku Go with the Flow.

## Pozycje na listach przebojów
| Lista (2007)                        | Najwyższa pozycja |
| ----------------------------------- | ----------------- |
| Austrian Singles Chart              | 65                |
| Dutch Singles Chart                 | 91                |
| Finnish Singles Chart               | 18                |
| German Singles Chart                | 77                |
| US Billboard Mainstream Rock Tracks | 37                |
| US Billboard Modern Rock Tracks     | 23                |